# Мирослав Фелдман
Мирослав Фелдман (Вировитица, 28. децембар 1899 — Загреб, 30. мај 1976) био је југословенски књижевник, љекар, пјесник и учесник Народноослободилачке борбе.

## Биографија
Мирослав Фелдман је рођен 28. децембра 1899. године у Вировитици у јеврејској породици. Студирао је медицину у Загребу и Бечу. Након завршетка студија вратио се у Југославију, гдје је радио као љекар у Вировитици, Пакрацу, Осијеку, Сарајеву и Загребу. Након слома и окупације Краљевине Југославије и оснивања Независне Државе Хрватске, пребјегао је у Сплит, гдје се придружио Народноослободилачким партизанским одредима Југославије (НОП). У НОП-у је организовао санитетску службу и био је референт санитета ратне морнарице за Истру и Хрватском приморје, љекар у бази НОВЈ-а и у југословенским избјегличком логору Ел Шат на Синајском полуострву у Египту. Био је управник покретне болнице 3. босанског корпуса НОВЈ, а затим покретне пољске болнице 4. армије ЈА.
Фелдман је био предсједник југословенског и хрватског ПЕН-а. Књижевну каријеру је отпочео као пјесник, али је најпознатији као драматичар. Писао је психолошке драме са елементима гротеске и дјела са наглашеном социјалном критиком у којима на сатиричан начин говори о појавама у хрватској провинцији и о животу виших друштвених слојева.
Преминуо је 30. маја 1976. године у Загребу, а сахрањен је на загребачком гробљу Мирогојно.